# Catocalopsis medinae
Catocalopsis medinae är en fjärilsart som beskrevs av Barlett och Philip Powell Calvert 1891. Catocalopsis medinae ingår i släktet Catocalopsis och familjen mätare. Inga underarter finns listade i Catalogue of Life.